# Kociha
Kociha este o comună slovacă, aflată în districtul Rimavská Sobota din regiunea Banská Bystrica, pe malul râului Rimava⁠(d). Localitatea se află la altitudinea de 248 m deasupra n.m., se întinde pe o suprafață de 11,41 km2 și în 2017 număra 210 locuitori. Se învecinează cu Rimavské Zalužany, Vyšný Skálnik, Hrachovo, Selce, Banská Bystrica și Lehota nad Rimavicou.

## Istoric
Localitatea Kociha este atestată documentar din 1298.

## Demografie
| An:                | 1994 | 2004   | 2014   | 2024   |
| ------------------ | ---- | ------ | ------ | ------ |
| Număr de persoane: | 245  | 230    | 213    | 193    |
| Diferență:         |      | −6,12% | −7,39% | −9,38% |

| An:                | 2023 | 2024   |
| ------------------ | ---- | ------ |
| Număr de persoane: | 195  | 193    |
| Diferență:         |      | −1,02% |